# Eilema subnigrosparsa
Eilema subnigrosparsa är en fjärilsart som beskrevs av Embrik Strand 1922. Eilema subnigrosparsa ingår i släktet Eilema och familjen björnspinnare. Inga underarter finns listade i Catalogue of Life.